# Культовая классика
Культовая классика (англ. cult classic) — произведение, ставшее объектом почитания у сплочённой группы поклонников. Культовая классика часто ассоциируется с андеграундом и считается слишком эксцентричной для широкой публики. Одной из особенностей подобных произведений является эмоциональная привязанность их поклонников, проявляющаяся в создании фэндомов и фанфиков.

## Фильмы
Хотя культовым может стать как авторский, так и мейнстримный фильм, иногда к ним относят фильмы, не достигшие успеха в широком прокате и получившие популярность в некоторых социальных группах и субкультурах. Так, например, «Вудсток» (1970) особенно любим среди хиппи, а «Фокус-покус» (1993) имеет культовый статус среди американок, родившихся в 1980-х и начале 1990-х годов.

## Музыка
Одним из первых примеров культовой классики в рок-музыке стал дебютный альбом The Velvet Underground & Nico (1967) группы «The Velvet Underground». Несмотря на огромное влияние, которое пластинка позже оказала на индустрию, она изначально потерпел неудачу с коммерческой точки зрения. В течение следующего десятилетия альбом получил признание от рок-критиков, которые помогли сделать его более популярным.
Некоторые альтернативные альбомы также стали культовыми. Так, дебютная пластинка Pretty Hate Machine (1989) американской индастриал-рок-группы «Nine Inch Nails» не возымела большого успеха, достигнув 75-й позиции в чарте Billboard 200. В последующие годы она приобрела андерграундную популярность и была продана достаточно, чтобы получить платиновый сертификат RIAA в 1995 году, став одним из первых независимо выпущенных альбомов, имевших данный статус. 
Альбом «Nirvana» Bleach (1989) получил положительную оценку от критиков, но не имела большой популярности, пока группа не получила всемирную известность после выхода второго альбома Nevermind, который привлёк дополнительный интерес к дебютному релизу.

## Компьютерные игры
Некоторые видеоигры, часто с уникальными концепциями, которые не могут завоевать популярность у массовой аудитории, становятся культовыми среди преданной группы людей. 
Примером этого может служить Ico (2001), которая на выходе была коммерческим провалом, но получила большое количество поклонников благодаря уникальному игровому процессу и минималистской эстетике.